# Abarsal
Abarsal fu una città del Vicino Oriente antico. È conosciuta attraverso un testo (TM.75.G.2420) risalente al periodo di Ebla. Il documento consiste di un trattato tra Ebla e un'altra città, la cui identificazione è dubbia e il cui nome è stato inizialmente traslitterato come A-BAR-SAL.

## Una dubbia identificazione
Alcuni autori, come Giovanni Pettinato (1986) e Burkhart Kienast (1988), hanno ritenuto accettabile l'identificazione di Abarsal con Assur, la futura capitale dell'Assiria. Lo stesso ha fatto Mario Liverani, che riporta la traslitterazione a-BAR-SÌ-LA ed evidenzia come le caratteristiche del centro attestato nel trattato ben si attaglino ad Assur, in quel periodo sorta di avamposto commerciale sumero a nord e porta verso l'Anatolia. Se l'interpretazione che identifica Abarsal con Assur è corretta, è possibile postulare l'esistenza di una rete commerciale che faceva capo ad Assur, centrata sull'alto Tigri e protesa verso l'Anatolia; tale rete sarebbe esistita in parallelo alla ben attestata rete commerciale di Ebla, che faceva invece capo alla Siria e alla valle dell'alto Eufrate. La rete commerciale di Abarsal va associata alla successiva e ben documentata rete commerciale paleo-assira dei karum del XIX-XVIII secolo a.C. La necessità di un trattato tra Ebla e Abarsal sarebbe sorta proprio dal sovrapporsi (sui piani economico, giuridico e organizzativo) delle due reti commerciali.
Altri autori, tra cui Dietz-Otto Edzard, hanno avanzato ipotesi differenti, secondo le quali Abarsal era sita in Siria o sulla riva dell'Eufrate o, ancora, sul basso Khabur.
Ad ogni modo, il trattato copre una vasta congerie di fattispecie (incluso l'adulterio) ed evidenzia la posizione di forza di Ebla.